# Hrádeček (přírodní rezervace)
Hrádeček je přírodní rezervace poblíž obce Střížovice v okrese Jindřichův Hradec. Zvláště chráněné území spravuje Jihočeský kraj. Důvodem ochrany jsou mokřadní biotopy rašelinišť, rašelinných luk, rybníků a jejich pobřežních pásem, na které je vázáno velké druhové bohatství rostlin a živočichů.